# 人中之龍 Online
《人中之龍 ONLINE》是一款世嘉于2018年11月21日在iOS，Android，Microsoft Windows平台上推出的網路遊戲。採用網路遊戲免費模式。
2020年1月17日，人龍7宣傳會上宣布，将跟大宇遊戲合作推出台灣版本，iOS版本在2020年3月12日登場，安卓版本随后在3月17日登場。台服在2021年11月1日宣布關服，目前日服還是正常營運。

## 概要
《人中之龍6 生命詩篇。》結束桐生一馬的故事後，本作成為「新・人中之龍計畫」公開後的全新計畫的第1部作品。最初定位是以取代桐生成為新主角的「春日一番」為中心的故事，也是『人中之龍6』之後的正式系列續作。不过，在本作的第一部结束后，隨著《人中之龍7 光與闇的去向》的推出，確認本作第一部的故事與《人中之龍7》互為平行世界。

## 故事大綱
被稱為不夜城的東洋第一大歡樂街・神室町。
神室町長期以來都由東城会支配，但2018年後，卻遭到警察以及近江連合共謀而被這兩個「表」與「裡」的組織所支配。
遭徹底管理的神室町雖然失去過往的熱情而充滿絶望感，但在這之中，有個想要取回過去神室町活力的男人決定獨自面對。這個男人的名字就叫做「春日一番」。
一番與志氣相投的夥伴們決定要集結眾人之力，一起面對這強大的勢力。但在這之前，他們卻被捲入預想不到的陰謀之中。

## 更新历程
2019年9月13日，公布本作第二部的主角為《人中之龍2》及《人中之龍 Of the End》的主要角色鄉田龍司。讲述他在《人中之龍2》故事之前，如何創立自己的幫派“鄉龍會”的故事。
2020年2月到3月，推出《人中之龍 維新！》联动版本，講述坂本龍馬等人的故事。
2020年4月到5月，因疫情關係，更新暫停。
2020年5月27日，恢复更新，推出《人中之龍0 誓約的場所》联动版本。
2020年8月10日，推出《人中之龍 極》联动版本。
2020年9月10日，推出《人中之龍 極2》联动版本。

## 外部連結
- 人中之龍 ONLINE官方網站 （页面存档备份，存于）